# Woodstock (Georgia)
Woodstock – miasto w hrabstwie Cherokee, w stanie Georgia, w Stanach Zjednoczonych, położone ok. 40 km na północ od Atlanty i ok. 10 km na południowy wschód od jeziora Allatoona. Jest częścią obszaru metropolitalnego Atlanty.
W latach 2010–2019 populacja miasta wzrosła o 38,8% do ponad 33 tys. mieszkańców i tym samym Woodstock należy do najszybciej rozwijających się miast w stanie.
Według danych z 2020 roku, 3,6% osób deklaruje pochodzenie polskie, to jest ponad trzykrotnie więcej niż średnia dla stanu Georgia. 